# Lotus callis-viridis
Lotus callis-viridis är en ärtväxtart som beskrevs av David Bramwell och D.H.Davis. Lotus callis-viridis ingår i släktet käringtänder, och familjen ärtväxter. IUCN kategoriserar arten globalt som starkt hotad. Inga underarter finns listade i Catalogue of Life.